# 拉尔夫·默克尔
拉尔夫·查爾斯·默克尔（英語：Ralph Charles Merkle，1952年2月2日—），生於美國加州伯克利，計算機科學家，對於公開密鑰加密技術有重大貢獻。後來研究方向轉至於奈米科技以及人體冷凍技術。

## 生平
1970年進入加州大學柏克萊分校，主修計算機科學。1974年取得學士學位，1977年取得碩士學位。1979年在史丹福大學取得電機工程博士學位。博士論文主題為〈加密，授權與公開金鑰系統〉（Secrecy, authentication and public key systems），他的指導教授為馬丁·赫爾曼（Martin Hellman）。

## 榮譽
- Paris Kanellakis Award（1996年）
- ACM Award（1996年）[3]

## 註解
1. ↑  Merkle, R. C. . . Lecture Notes in Computer Science 293. 1988: 369. ISBN 978-3-540-18796-7. doi:10.1007/3-540-48184-2_32.
2. ↑  Ralph Merkle 2011 Fellow 的存檔，存档日期2013-01-03.
3. ↑  .   [2016-05-04]. （原始内容存档于2016-06-03）.

## 外部連結
- （英文） 拉尔夫·默克尔個人網頁（页面存档备份，存于）